# Anisotremus virginicus
Anisotremus virginicus es una especie de pez del género Anisotremus, familia Haemulidae. Fue descrita científicamente por Linnaeus en 1758.
Se distribuye por el Atlántico Occidental: desde Bermudas (introducido) y Florida, EE. UU. hasta Brasil, incluidos el golfo de México y el mar Caribe. La longitud total (TL) es de 40,6 centímetros con un peso máximo de 930 gramos. Habita en arrecifes y fondos rocosos y su dieta se compone de moluscos, crustáceos y equinodermos.
Está clasificada como una especie marina peligrosa ya que puede causar intoxicación por ciguatera, por lo que no se recomienda el consumo.